# Monito
Monito est une petite île de Porto Rico située à 5 km au nord-ouest de l'île Mona. 
Cette île de 0,147 km² est rattachée à la commune de Mayagüez. Elle est inhabitée.

## Faune et flore
Le gecko Sphaerodactylus micropithecus est endémique de l'île.